# Innamaadhoo
Innamaadhoo is een van de bewoonde eilanden van het Raa-atol behorende tot de Maldiven.

## Demografie
Innamaadhoo telt (stand september 2006) 333 vrouwen en 383 mannen.